# ليو هورويتز
ليو هورويتز (بالإنجليزية: Leo Hurwitz)‏ هو مونتير وكاتب سيناريو ومصور سينمائي ومنتج أفلام ومخرج أمريكي، ولد في 23 يونيو 1909 في بروكلين في الولايات المتحدة، وتوفي في 18 يناير 1991 في مانهاتن في الولايات المتحدة.

## وصلات خارجية
- ليو هورويتز على موقع IMDb (الإنجليزية)
- ليو هورويتز على موقع ألو سيني (الفرنسية)
- ليو هورويتز على موقع أول موفي (الإنجليزية)
- ليو هورويتز على موقع قاعدة بيانات الأفلام السويدية (السويدية)
- ليو هورويتز على موقع قاعدة بيانات الفيلم (الإنجليزية)
- ليو هورويتز على موقع كينوبويسك (الروسية)